# Monolith Lake
Monolith Lake är en sjö i Antarktis. Den ligger i Västantarktis. Argentina, Chile och Storbritannien gör anspråk på området. Monolith Lake ligger 206 meter över havet.